# Temas de la fantasía

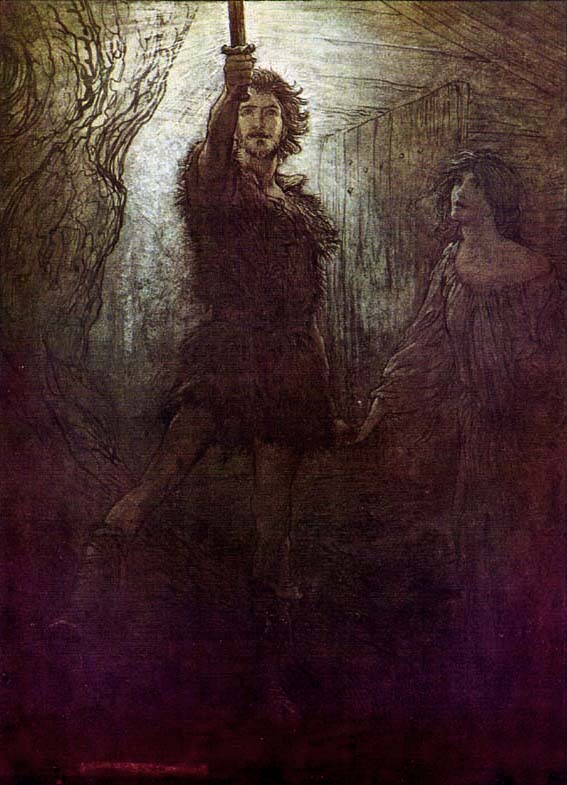
Ilustración de Arthur Rackham sobre Die Walküre de Richard Wagner: la espada mágica, como Nothung, es un tropo común en la fantasía.

Los temas de la fantasía o tropos de la fantasía son un tipo específico de tropos literarios que ocurren en el género fantástico. La construcción de mundos (worldbuilding), tramas y caracterizaciones tienen muchas convenciones en común, muchas de las cuales finalmente se originaron en los mitos y el folclore. El legendarium de J.R.R. Tolkien (y en particular, El señor de los anillos ), por ejemplo, se inspiraron en una variedad de fuentes diferentes, incluyendo los mitos germánicos, finlandeses, griegos, celtas y eslavos. Las obras de literatura fantástica operan utilizando estos temas, mientras que otros los utilizan de manera revisionista, transformando los tropos por diversas razones, tales como por efecto cómico, o para crear algo nuevo (un método que a menudo genera nuevos clichés).

## El bien contra el mal
El conflicto del bien contra el mal es un tema en las muchas formas populares de fantasía. Normalmente, personajes malvados invaden y perturban las tierras de los personajes buenos. J.R.R. Tolkien profundizó en la naturaleza del bien y el mal en El Señor de los Anillos, pero muchos de los que han seguido sus pasos utilizan el conflicto más como un mecanismo de trama y, con frecuencia, no distinguen a los bandos por su comportamiento. En algunas obras, particularmente en las del género de espada y brujería, quien se opone al mal no es un personaje inequívocamente bueno, sino un personaje que es poco fiable moralmente.

### Héroe/Heroína
Los personajes heroicos son un pilar de la fantasía, particularmente de los géneros de alta fantasía y de espada y brujería.[cita requerida] Tales personajes son capaces de un comportamiento más que ordinario, física y/o moralmente. A veces es posible que tengan que convertirse en el papel que se les ha asignado. Esto puede asumir la forma de maduración, que a menudo ocurre a través de alcanzar la mayoría de edad .
Muchos protagonistas son, sin saberlo ellos mismos, de sangre real.[cita requerida] Incluso en un cuento tan fantasioso como A través del espejo, Alicia se convierte en reina al final. Esto puede servir como un reconocimiento simbólico del valor interior del héroe. Comúnmente, estos cuentos giran alrededor de un héroe o heroína maltratados que alcanzan su madurez y se ganan el respeto de todos. Esto puede reflejar un sueño en el que se cumplen los deseos o puede encarnar simbólicamente una transformación profunda.

### Señor Oscuro
Las fuerzas del mal a menudo se personifican en un "Señor Oscuro". Además de poseer inmensas habilidades mágicas, un Señor Oscuro a menudo controla grandes ejércitos y en su descripción puede poseer atributos diabólicos. Usualmente se representa al Señor Oscuro como la personificación definitiva del mal,[cita requerida] como es el caso de Sauron de El señor de los anillos, del archienemigo de Conan el Bárbaro, Thulsa Doom, de el Oscuro (Shai'tan) de La Rueda del Tiempo, y de los Señores Sith de Star Wars, que incluyen a Darth Vader y al Emperador Palpatine.
Otros Señores Oscuros notables incluyen: Lord Voldemort de Harry Potter, Darkseid de DC Comics, Thanos de Marvel Comics, Mundus de la serie de videojuegos Devil May Cry, Drácula de la serie Castlevania, Skeletor de Masters of the Universe, Morgoth de El Silmarillion, Arawn Death-Lord de Las Crónicas de Prydain, Torak de las Crónicas de Belgarath, Nightmare de Soulcalibur, Ganon de The Legend of Zelda, Exdeath de Final Fantasy V y Galbatorix de El Legado. El villano del videojuego Demon Sword también es llamado literalmente Señor Oscuro.
En los librojuegos de Lobo Solitario, los Señores Oscuros son una raza de poderosos seres malvados. Los protagonistas de la franquicia de videojuegos Overlord son los clásicos Señores Oscuros en la línea de Sauron. El Señor Oscuro generalmente aparece solitario y sin pareja, aunque en algunas ocasiones alguno ha intentado reclamar una novia.

## Búsqueda
Las búsquedas o misiones, un tropo literario inmemorial, son comunes en la fantasía. Pueden referirse a cualquier cosa, desde una búsqueda para encontrar un MacGuffin necesario para salvar el mundo, hasta una búsqueda interna de autorrealización .

## Magia
En la fantasía, la magia tiene a menudo una presencia avasallante, aunque su naturaleza precisa depende del libro en el que aparece. Puede aparecer en un mundo de fantasía (como en El señor de los anillos o en Shannara), o en una tierra de fantasía que es parte de la realidad pero aislada de las tierras mundanas (como en Xanth), o como un elemento oculto en la vida real (como en <i>The Dresden Files</i>).
Un tropo común es que la habilidad mágica es innata y rara. Como tal, las personas que usan magia son figuras comunes en la fantasía. Otra característica es un objeto mágico, que puede dotar a los personajes de habilidades mágicas o mejorar las habilidades de los que ya son poderosos de forma innata. Entre los más comunes se encuentran las espadas mágicas y los anillos mágicos.
Las profecías autocumplidas se encuentran entre las formas más comunes de magia en tanto son un mecanismo de trama que se usa con frecuencia. A menudo, el esfuerzo realizado para evitar tales profecías termina provocando sus resultados, dirigiendo así la historia. Es muy raro que una profecía en una fantasía sea falsa, aunque por lo general, su significado solo resulta claro en retrospectiva. En estas historias, con frecuencia sutilezas u objeciones mínimas en la profecía pueden terminar socavando incluso las profecías más claras.
En El señor de los anillos, J.R.R. Tolkien minimizó el uso de la palabra "magia". Los seres que usan tales habilidades tienden a aparecer confusos cuando son descritos de esta manera por otros.
Las historias del género de fantasía científica a menudo hacen uso de poderes científicamente inverosímiles similares a la magia, como poderes psíquicos. Sin embargo, a diferencia de las obras de ciencia ficción verdadera, estos poderes se utilizan a la manera de los pulp, sin que se examinen sus efectos en la sociedad, y solo para crear efectos más espectaculares que los que la ciencia ficción por sí sola puede proporcionar. Un ejemplo de esto es el uso de la Fuerza por parte de los Jedi en la franquicia Star Wars.

## Medievalismo
Muchas criaturas fantásticas están inspiradas en el folclore europeo y los romances de la Europa medieval. Dragones y unicornios se encuentran entre las criaturas más populares. También aparecen otros monstruos, como los grifos, gigantes y goblins. La historia de razas de seres inteligentes en estas obras como los elfos, enanos y gnomos es a menudo tomada de raíces medievales o precristianas. Las características de los héroes y heroínas también se suelen basar con frecuencia en estas fuentes.
Este tropo también es muy importante para los escenarios de muchas de estas fantasías. Los escritores en los inicios del género fantástico, como William Morris en El pozo al final del mundo o como Lord Dunsany en La hija del rey del país de los elfos, sitúan sus cuentos en mundos fantásticos claramente derivados de fuentes medievales, aunque a menudo pasados por el filtro de ideas posteriores. J.R.R. Tolkien estableció esta tipología de manera aún más clara para el género de la alta fantasía, que normalmente se basa en un contexto "pseudo-medieval". Otros escritores de fantasía lo han emulado, y juegos de rol y de computadora también han adoptado esta tradición.
Rara vez se recurre a todo el contenido de la era medieval. Los gobiernos, por ejemplo, tienden en estas obras a a ser imperios feudales y corruptos. a pesar de la mayor variedad que existía en la Edad Media real. Los escenarios también tienden a ser de economía medieval, y en consecuencia muchos mundos de fantasía son desproporcionadamente pastorales.
Estos escenarios son típicos de la fantasía épica y, en menor medida, en el género de espada y brujería -que contiene más escenarios urbanos- que en el género de la fantasía en general. La preponderancia de la fantasía épica en el género los ha convertido en lugares comunes en la fantasía. Son menos típicos en la fantasía contemporánea, en especial en la fantasía urbana .

### Mundo antiguo
Una inspiración menos común es el mundo antiguo. Un ejemplo famoso es la Era Hiboria (el mundo ficticio de Conan el Bárbaro), que presenta análogos del Antiguo Egipto, Mesopotamia y el Imperio Romano, entre otros. Tres series recientes notables con tales escenarios son: Bartimeo de Jonathan Stroud, Percy Jackson y los dioses del Olimpo y Los héroes del Olimpo de Rick Riordan.

## Razas y especies
Muchas historias y mundos de fantasía se refieren a sus principales criaturas humanoides inteligentes como razas, en lugar de especies, para distinguirlas de criaturas no inteligentes. J.R.R. Tolkien popularizó el uso del término en este contexto, en su legendarium (y particularmente en El señor de los anillos ), y el uso de razas en los juegos de rol de Dungeons & Dragons extendió aún más este rótulo. Muchos escenarios de fantasía y ciencia ficción utilizan ahora los términos raza y especie de manera indistinta, como es el caso en el juego de computadora World of Warcraft.
En los juegos de rol, raza generalmente se refiere a cualquier especie inteligente que se pueda utilizar como un personaje jugador. Ediciones anteriores de Dungeons & Dragons llamaban a las principales razas de jugadores no-humanos (enanos, elfos, gnomos, medianos y semielfos, semiorcos) "demi-humanos". Juegos posteriores como Shadowrun usan el término "metahumano" y definen a estas razas humanoides como subdivisiones de Homo sapiens.